# Крогсгорд, Андерс
Андерс Крогсгорд (дат. Anders Krogsgaard; 19 апреля 1996, Эсбьерг, Дания) — датский хоккеист, защитник.

## Карьера
Начинал свою карьеру в родном клубе «Эсбьерг Энерджи», в составе которого он становился чемпионом страны. После сезона, проведенного в другом датском клубе «Ольборг Пайрэтс», Крогсгорд вместе со своим соотечественником Никласом Андерсеном перешел в команду Немецкой хоккейной лиги «Фиштаун Пингвинз». В 2021 году Крогсгорд вошел в заявку сборной Дании на Чемпионат мира в Латвии. Взрослое первенство планеты стало для защитника дебютным.

## Достижения
- Чемпион Дании (2): 2016, 2017.

## Семья
Младший брат Андерса Йонас Крогсгорд (род. 2000) также занимается хоккеем и играет за «Эсбьерг Энерджи». Ранее он входил в состав юниорской сборной Дании.